# Каменский, Сергей Николаевич
Граф Сергей Николаевич Каменский (13 (25) марта 1868, Чернигов — 1 февраля 1951, Москва) — генерал-майор, командир 47-й пехотной дивизии Императорской армии, обладатель Золотого оружия «За храбрость» (1905), руководитель практических занятий Военной Академии РККА (1919), военный историк.

## Биография

### Ранние годы. Русско-японская война
Сергей Каменский родился 13 (25) марта 1868 года в Чернигове в старинной дворянской семье. Отец — граф Николай Сергеевич Каменский (1820—1868?), депутат Смоленского губернского дворянского собрания, помещик Гжатского уезда. После смерти первой жены он женился на «Устинье Алексеевой дочери Семёновой», дочери своего управляющего (1838 — 1915/1916). От второй жены у него было шестеро детей: сыновья Михаил, Николай, Егор (Георгий) и Сергей, дочери — Анна и Мария.
Учился в 6-й московской и в Вяземской классической гимназии. В 1888 году поступил на физико-математический факультет Московского университета, где проучился два года на математическом отделении и в августе 1890 года подал прошение об увольнении.
4 (16) сентября 1890 года он вступил в службу в Русскую императорскую армию. В 1892 году окончил военно-училищный курс Московского пехотного юнкерского училища и был выпущен в 17-ю артиллерийскую бригаду. Затем Каменский служил в 23-й артиллерийской и 3-й гренадерской артиллерийской бригадах.
Сергей Николаевич получил звание подпоручика со старшинством с августа 1892 года. В 1895 году он стал поручиком, а в 1898 — штабс-капитаном. Каменский окончил Николаевскую академию Генерального Штаба в 1900 году (по первому разряду), после чего стал капитаном. Состоял при Московском и Виленском военных округах, а с 1901 по 1903 год был старшим адъютантом штаба XX армейского корпуса. Сергей Каменский отбывал цензовое командование ротой в 115-м пехотном Вяземском полку (1902—1903), после чего 4 месяца был обер-офицером для поручений при штабе XX корпуса (1903—1904). Затем он был назначен на аналогичный пост в штаб Оренбургской казачьей дивизии (1904) — переехал на Урал.
Вместе с Оренбургским казачьим войском Каменский стал участником Русско-японской войны. Он стал штаб-офицером для особых поручений при штабе X армейского корпуса (1904—1905), после чего, в августе 1905 года, стал старшим адъютантом управления генерал-квартирмейстера 2-й Маньчжурской армии. Сергей Николаевич принимал активное участие в боях у Нандалина и Ляугалина, а также в сражениях под Ляояном и Мукденом. Достиг чина подполковника и занял пост штаб-офицера для особых поручений при штабе XX корпуса (1905—1909).

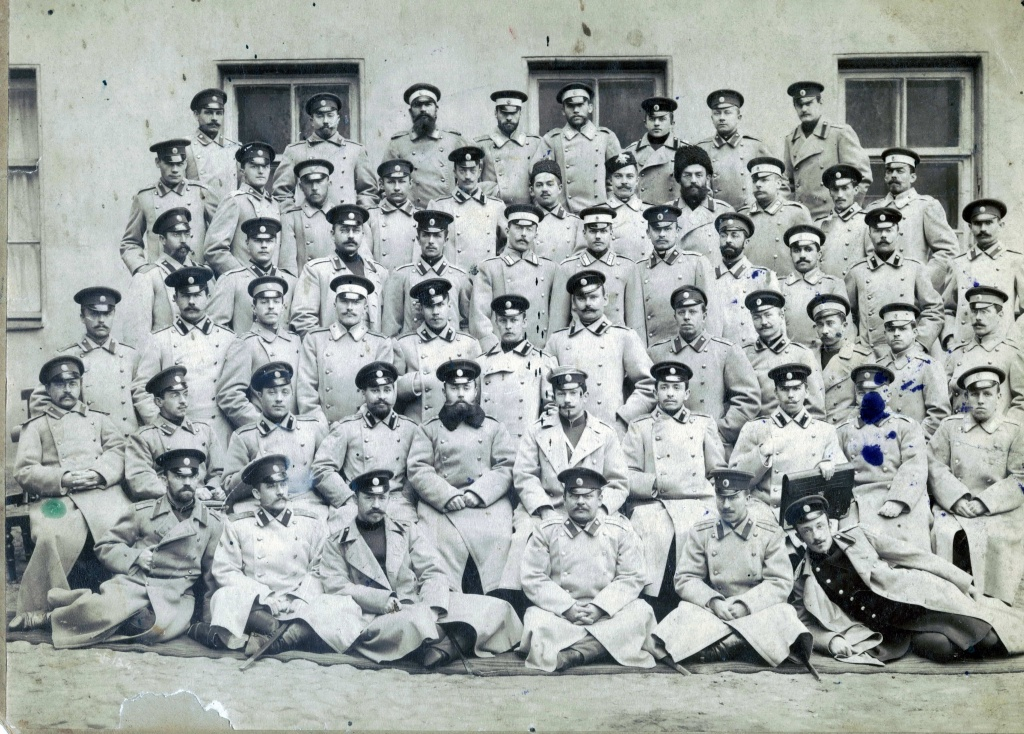
С. Н. Каменский среди выпускников Николаевской академии генштаба 1900 года

Цензовое командование батальоном Сергей Каменский проходил в 178-м пехотном Венденском полку (1908), после чего получил звание полковника и был назначен заведовать передвижениями войск Финляндского района (1909—1912). Затем, в течение одного года, он являлся вице-директором канцелярии генерал-губернатора Финляндии (1912—1913). После этого он исполнял дела генерала для поручений при том же генерал-губернаторе. В мае 1914 года Каменский возглавил штаб 4-й Финляндской стрелковой бригады.

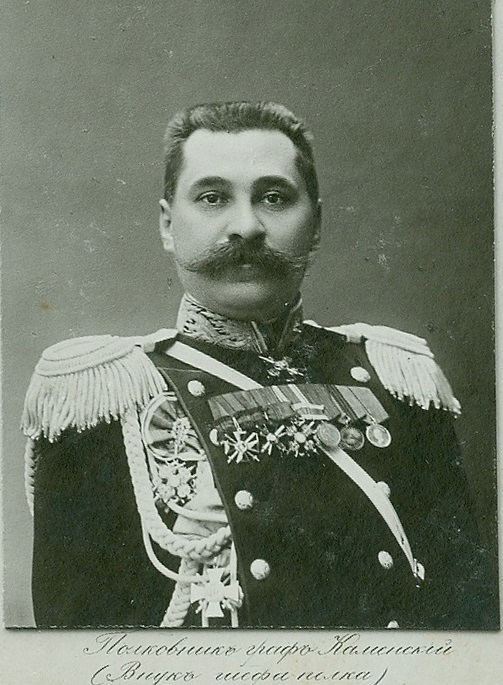
С. Н. Каменский

### Первая мировая война
Во время Первой мировой войны, в ноябре 1914 года, Сергей Николаевич получил под своё командование 15-й Финляндский стрелковый полк. Затем он пять месяцев исполнял обязанности начальника этапно-хозяйственного отдела штаба 11-й армии. Стал генерал-майором в 1916 году, со старшинством с 1915, и получил пост начальник штаба XVIII армейского корпуса (1915—1917). Был переведён на аналогичную должность в XXII армейский корпус (1917).
Уже после Февральской революции, в апреле 1917 года, Каменский стал командующим 47-й пехотной дивизией, а затем, в августе — начальником штаба 7-й армии. Два месяца состоял в распоряжении начальника штаба Юго-Западного фронта. Был представлен к Ордену Святого Георгия четвёртой степени и званию генерал-лейтенанта. В 1918 году Сергей Николаевич добровольно примкнул к большевикам — вступил в РККА. Стал председателем ликвидационной комиссии Главного управления Генерального штаба и начальником военно-исторического отдела Всероглавштаба. С сентября 1919 года он являлся штатным руководителем практических занятий Военной Академии Красной Армии.

### В советское время
В 1922 году Каменский получил пост старшего руководителя групповых лекций Военной Академии РККА, а также стал хранителем музея армии и флота (с 1923). После Гражданской войны он неоднократно подвергался арестам — в 1924 году, в 1927 (с высылкой в Тверь) — некоторое время провёл в тюрьме.
В 1935 году Сергей Николаевич с женой перебрался в Геленджик, где устроился бухгалтером в больницу. С началом Второй мировой войны он был выслан в Казахстан (в Караганду), откуда по окончании боевых действие переехал в Москву, к дочери — занялся военной историей и родословной семьи. В возрасте 83 лет заболел плевритом и, 1 февраля 1951 года, скончался: был отпет в церкви Воскресения Словущего и похоронен на  новой территории кладбища Донского монастыря.

## Награды
- Орден Святой Анны 4-й степени
- Орден Святого Станислава 3-й степени (1903) — мечи и бант (1906)
- Орден Святой Анны 3-й степени с мечами и бантом (1905)
- Орден Святого Станислава 2-й степени с мечами (1905)
- Золотое Георгиевское оружие (1905)[5]
- Орден Святой Анны 2-й степени с мечами (1906)
- Орден Святого Владимира 4-й степени с мечами и бантом (1906)
- Орден Святого Владимира 3-й степени (1911) — мечи (1915)[9]
- Орден Святого Станислава 1-й степени[2]
- Орден Святой Анны 1-й степени с мечами[2]
- Был представлен к Ордену Святого Георгия 4-й степени (1917)[1]

## Семья
Сергей Каменский был женат на Татьяне Александровне (урождённой фон Гартвиг), которая скончалась около 1942 года в Казахстане. В семье было двое детей: Ирина и Николай.
Дочь Ирина Сергеевна (08.07.1897—1985) окончила Смольный институт, в советское время работала машинисткой, помогала М. А. Булгакову. Замужем была за Евгением Валентиновичем фон Раабеном (1893—1942). Их дети: Валентин (?—1943) и Мария (03.11.1920—?) — доктор геолого-минералогических наук. Ириной Сергеевной был передан в Российскую государственную библиотеку фамильный архив, охватывающий период с XVIII по XX вв..
Сын Николай Сергеевич (1898—1951) — подполковник ГРУ Генерального штаба. Его сын, Николай (10.12.1923—14.12.2010) — участник Великой Отечественной войны, кандидат экономических наук; автор книги «Девятый век на службе России. Из истории графов Каменских».